# 丰特森
丰特森，是西班牙卡斯蒂利亚-莱昂布尔戈斯省的一个市镇。总面积17平方公里，总人口277人（2001年），人口密度16人/平方公里。